# Sint-Petruskerk (Oldenburg)
De Sint-Petruskerk (Duits: St. Peterkirche) is een rooms-katholiek kerkgebouw in de binnenstad van Oldenburg. De kerk werd in 1876 naar een ontwerp van de Duitse architect Franz Xaver Lütz voltooid.

## Geschiedenis
Met het Reichsdeputationshauptschluss van 1803 werden grote delen van het katholiek gedomineerde nederstift Münster toebedeeld aan het lutherse hertogdom Oldenburg. In 1807 werd in Oldenburg met ondersteuning van hertog Peter I een kleine katholieke kerk opgericht met het patrocinium van de apostel Petrus.  In het laatste kwart van de 19e eeuw werd de kerk uit 1807 vervangen door het meer representatieve huidige gebouw.
Het gebied van de parochie was tot de stichting van de parochies Nordenham en Varel in 1924-1925 zeer uitgestrekt. Na de oorlog volgde de oprichting van meer parochies. In 2008 werden de vier Oldenburgse parochies weer samengevoegd tot één parochie die genoemd werd naar Sint-Willehad, de eerste bisschop van Bremen. 
Tegenwoordig is de Sint-Petruskerk een stadskerk met een groot aanbod van activiteiten op het gebied van spiritualiteit, pastorale zorg en cultuur.      

## Architectuur
Het kerkgebouw is een neogotische, drieschepige hallenkerk met een kort transept en een polygonaal koor. Het van rode baksteen opgetrokken godshuis heeft een oostelijke oriëntatie. Opvallend zijn de dwarsgevels van de zijschepen. De westelijke afsluiting van het gebouw wordt gevormde door de vier verdiepingen tellende toren. In  de Tweede Wereldoorlog werd de Petruskerk nauwelijks beschadigd.
Oorspronkelijk was de toren 75 meter hoog. Op 13 november 1972 stortte echter ten gevolge van de zware storm die over Midden- en West-Europa raasde de spits op het kerkschip. Een nieuwe achthoekige spits werd in november 1973 geplaatst, maar deze werd op grond van de kosten 14 meter korter gehouden.  
Het interieur wekt de indruk van een zuiver hooggotische hal. De muren zijn in de kleur grijs uitgevoerd; ribben, kapitelen en gordelbogen hebben zachtrode, blauwe en gele kleuren. De gebrandschilderde ramen zijn gedeeltelijk oorspronkelijk, anderen werden later nieuw ingebouwd.

## Orgel
Het in 1937 door Anton Feith van het orgelbedrijf Eggert uit Paderborn gebouwde orgel werd na de orkaan van 1972 door een orgel van de Westfaalse orgelbouwer Siegfried Sauer uit Höxter vervangen. Het orgel heeft nu 42 registers, verdeeld over drie manualen en pedaal.

## Klokken
Van de in 1882 gegoten bronzen klokken heeft slechts de kleine, aan Sint-Jozef gewijde, klok (doorsnee van 0,70 m.) beide wereldoorlogen overleefd. De drie overige klokken stammen uit de jaren 1950. Alle klokken werden door Petit & Gebr. Edelbrock gegoten. De klokken zijn afgestemd op de tonen e, fis, gis en h.

## Afbeeldingen

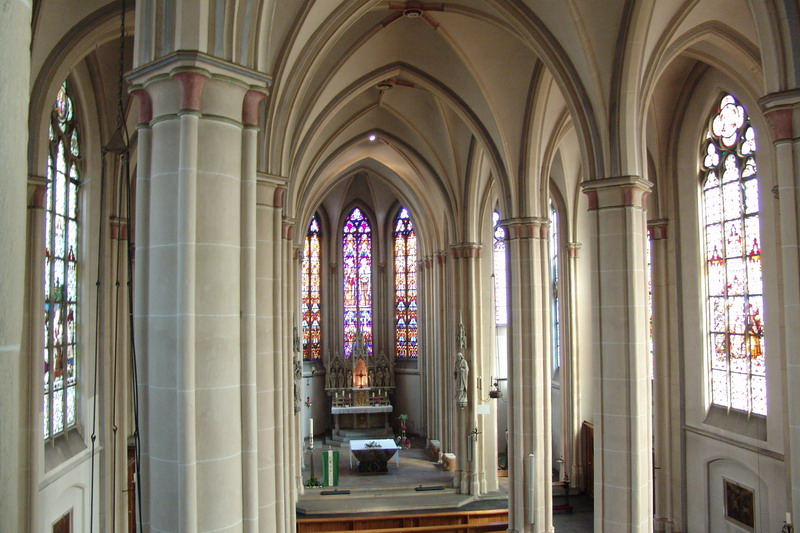
Interieur richting koor
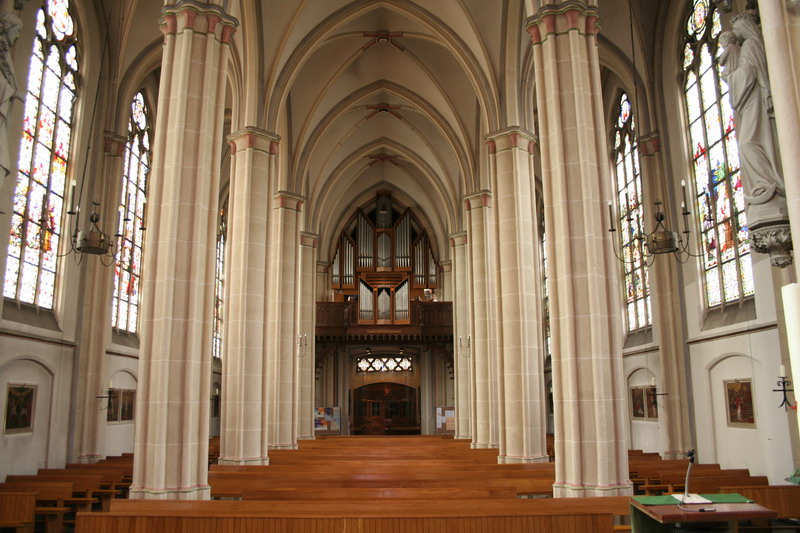
Interieur richting orgel
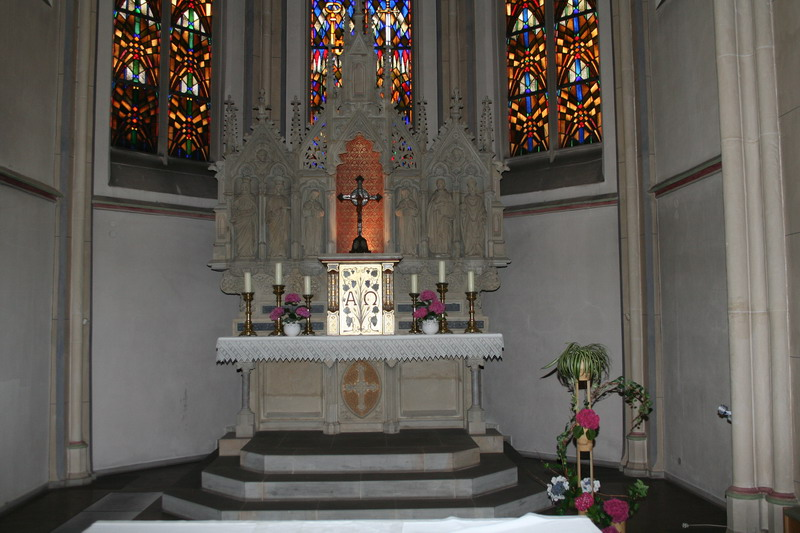
Hoogaltaar